# Rim-Sin I.

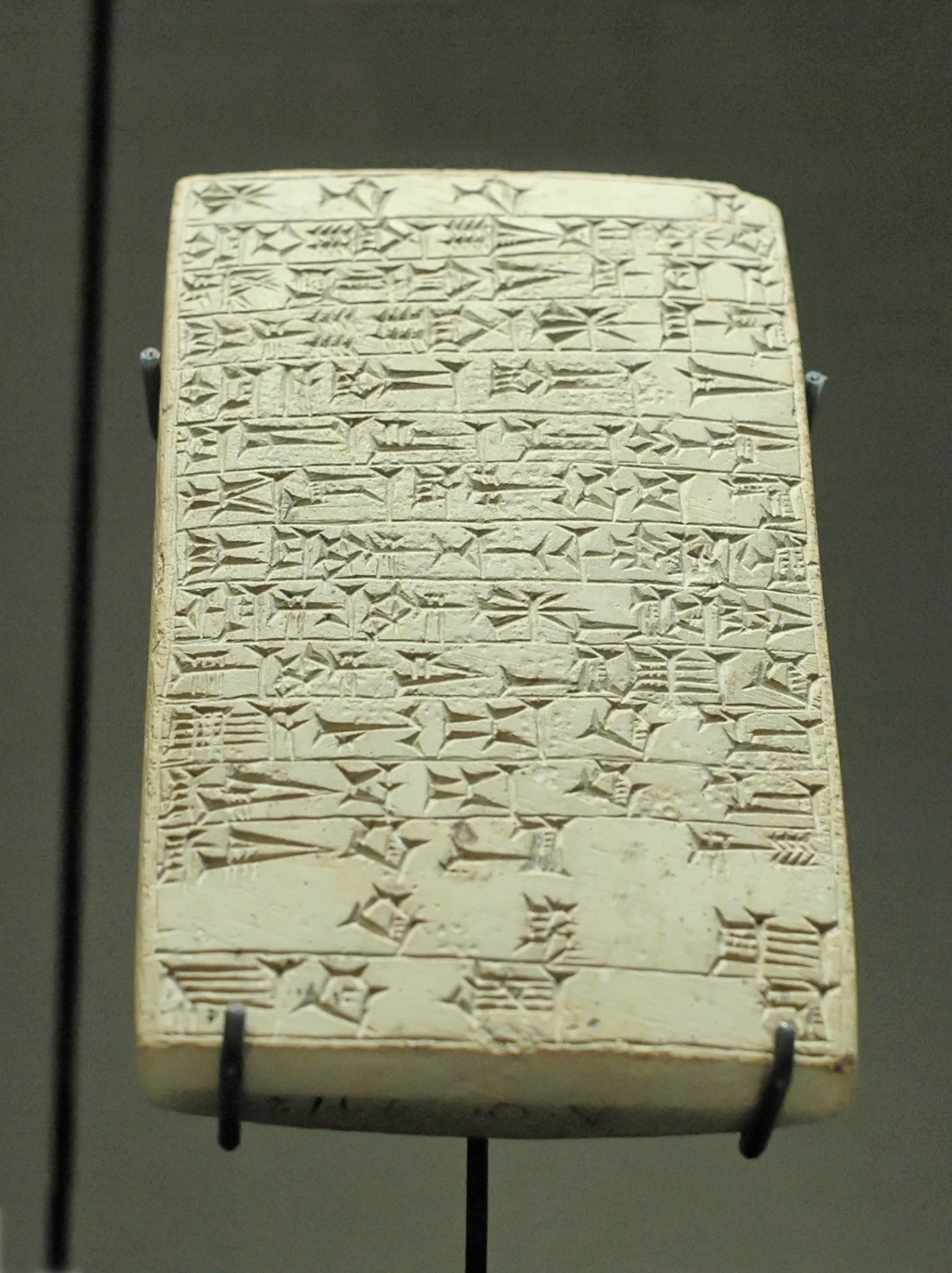

Rim-Sin I („Wildstier des Mondgottes I“) war der letzte König der altbabylonischen Dynastie von Larsa in Mesopotamien. Er regierte nach der mittleren Chronologie von 1822 bis 1763 v. Chr. und vereinigte Süd- und Mittelmesopotamien zu einem einheitlichen Reich. Rīm-Sîn I folgte seinem Bruder Warad-Sîn nach und weist mit 60 Regierungsjahren die längste Amtsperiode der Geschichte Mesopotamiens auf. Unter Rīm-Sîn I erlebte Larsa die höchste Blütezeit. Beendet wurde diese Ära durch die Eroberung des Königreiches von Larsa durch Hammurapi I.

## Historische Quellen
Informationen zu Rīm-Sîn I sind in zahlreichen schriftlichen Dokumenten hinterlassen. Darunter sind sogenannte königliche Inschriften, die u. a. Tempelbauten in Erinnerung halten. Des Weiteren sind Jahresnamen niedergeschrieben, die zum Lobpreis des Königs nach einem wichtigen Ereignis des Vorjahrs benannt wurden. Solche Ereignisse waren üblicherweise militärischer oder baulicher Art. Die lückenlos überlieferten Jahresnamen bilden das chronologische Gerüst der Herrschaft Rīm-Sîns I. Schließlich sind Königskorrespondenz und Dokumente aus Wirtschaft und Justiz bekannt, aus denen sich außen- und innenpolitische Informationen ableiten lassen. Dies allerdings mit erheblichen Einschränkungen, da viele Dokumente aus illegalen Grabungen stammen und über den Kunsthandel an die Öffentlichkeit gelangt sind. So sind Provenienz und archäologischer Befund häufig unbekannt oder unsicher.

## Politik

### Frühere Jahre
Das Königreich Larsa, das Rīm-Sîn I, Sohn des Kudur-Mabuk, von seinem Bruder Warad-Sîn erbte, erstreckte sich vom Persischen Golf bis nach Mittelbabylonien. Neben der Hauptstadt Larsa umfasste der Herrschaftsbereich namhafte Städte wie Ur, Girsu und Nippur. Die ersten Jahresnamen belegen den Bau von Tempeln sowie die Errichtung von Stadtmauern und Bewässerungskanälen.

### Expansion
Im 13. Jahr seiner Regentschaft führte Rīm-Sîn I einen siegreichen Kampf gegen eine mächtige Allianz benachbarten Stadtstaaten, darunter Uruk, Isin und Babylon. Auch in den Folgejahren wurden Eroberungen erfolgreich fortgesetzt; dies zumindest scheinen die Jahresnamen zu belegen. Auf solche Feldzüge folgten Jahre, deren Benennung intensive Arbeiten an Bewässerungssystemen wiedergeben. Larsa lag im regenarmen Südmesopotamien, für dessen Agrarwirtschaft die künstliche Bewässerung unabdingbar war. Diese Jahresnamen lassen sich aber auch als Beleg für ausbleibenden militärischen Erfolg interpretieren.

### Kontinuität
Ein entscheidender Einschnitt war die Eroberung des rivalisierenden westlichen Königreichs Isin im 30. Regierungsjahr Rīm-Sîns I. Zwar ist die zweite Hälfte der Regierungszeit in den zeitgenössischen Quellen wenig dokumentiert, doch „… scheint das Reich von Larsa … seinen Höhepunkt erreicht zu haben“. Bemerkenswert ist, dass die nächsten 30 Jahresnamen uniform lauten: „Jahr X nach der Eroberung von Isin“. Wissenschaftlich umstritten ist, ob diese Bezeichnungen Stabilität oder Instabilität des Staates Larsa widerspiegeln.

### Ende
Im Verlauf der 2. Hälfte der Regierungszeit Rīm-Sîns I erwuchs in König Hammurapi I eine zentrale Führungspersönlichkeit im benachbarten Babylon. Konflikte zwischen den beiden Staaten blieben nicht aus und führten zu Angriffen auf das Staatsgebiet Rīm-Sîns I. Schließlich wurde die Stadt Larsa nach halbjähriger Belagerung 1763 v. Chr. von Hammurapi I eingenommen. Die umfangreichen Reformen Rīm-Sîns I integrierte er in sein Verwaltungssystem. Hammurapi I ließ den wohl schon 80-jährigen Rīm-Sîn I und seine Söhne gefangen setzen und nach Babylon verschleppen. Dort verliert sich Rīm-Sîns I Spur in den zeitgenössischen Keilschriftdokumenten.

## Reformen in Wirtschaft und Gesellschaft
Zahlreiche Reformen kennzeichnen die zweite Hälfte der Regierungszeit Rīm-Sîns I. Hatten zu Beginn seiner Regierungszeit lokale Tempel und Unternehmer die Ressourcen des Landes in Anspruch genommen, wurde später die Verwaltung des Landes zentralisiert und dem Palast untergeordnet. Die damit erheblich verstärkte Stellung des Königspalastes in Larsa führte auch zu agrarwirtschaftlichen Reformen. So wurde die Bestellung der Felder Palastangehörigen übertragen, die im Gegenzug Militärdienst zu leisten hatten. Des Weiteren sind in den Tontafeln Schuldenerlässe für bestimmte Bevölkerungsgruppen dokumentiert, um die ursprüngliche Ordnung innerhalb der Gesellschaft wiederherzustellen. Dazu zählen auch die Einschränkung der Schuldsklaverei, die Enteignung von Großgrundbesitz und der staatlich verordnete Verzicht auf überhöhte Zinsen.

## Kult
Die Vergöttlichung des Königs, die zeitgenössisch ungebräuchlich war, wird von Rīm-Sîn I wieder aufgegriffen und in Bezug auf seine Person verwendet. So wird sein Name ab dem 20. Regierungsjahr durch ein dem Personennamen vorangestelltes Gottesdeterminativ, ein Keilschriftzeichen, das göttlichen Status wiedergibt, ergänzt. Neben der Vergöttlichung des Königs wurde diese Form der Namensgebung auch für Verwaltungsbeamte und Mitglieder der Herrschaftsfamilie verwendet.
Im Jahr 1764 v. Chr. ernannte Rīm-Sîn I seine Schwester Enanedu zur entum-Priesterin (EREŠ.DINGIR = göttliche Herrin) des Mondgottes Nanna in Ur. Diese Würde galt als höchstes religiöses Amt in Südmesopotamien.